# ويليام إيفرت
ويليام إيفرت (بالإنجليزية: William Everett)‏ هو محامي وسياسي أمريكي، ولد في 10 أكتوبر 1839 في الولايات المتحدة، وتوفي في 16 فبراير 1910 في نفس البلد. حزبياً، نشط في الحزب الديمقراطي. وقد انتخب عضو مجلس النواب الأمريكي.